# 자기이상
지구상의 각 지점에서 자기를 측정하면, 지구를 한개의 자석이라고 생각한 경우의 분포보다도 훨씬 복잡한 분포를 하고 있는 경우가 많다. 그 복잡한 분포를 나타내기 위하여, 관측치보다 지자기가 완만하게 변하는 성분을 뺀 양을 자기이상(magnetic anomaly)이라 한다. 자기 이상은 어떤 원인으로 관측점 근처의 암석이 자기를 띠고 있기 때문에 생기는 것이라고 생각할 수 있으므로, 이 이상 현상은 지각의 구조를 알아낼 실마리가 된다.
1950년 초부터 해저의 지구물리학적인 조사가 등장하게 되면서, 북미(北美) 서쪽의 동(東) 태평양에서 광범위하게 프로톤 자력계에 의한 지자기의 전자력(全磁力) 측정이 실시되었다. 그 측정 결과, 해저에는 어떤 지자기의 영향으로 국지적인 자기 이상(磁氣異常)의 원인이 있음을 알게 되었다. 그런데 이 지자기 이상을 평행하게 놓은 측선(側線)들에다 표시하여 서로 비교해 봄으로써, 남북으로 연속되는 특이한 지자기 이상의 호상(縞狀)무늬가 있음을 알게 되었다. 그 이상은 백감마(γ)에 달하는 것으로서, 그 원인이 아직 응고되지 않은 퇴적물 바로 아래에 있을 것이 예상되었다.

## 같이 보기
- 지구자기역전
- 남대서양 변칙